# Пульський трамвай
Трамвай Пули — трамвайна система у хорватському місті Пула, що функціонувала на початку 20 століття

## Історія
Трамвай був пущений 24 березня 1904 року. Було дві лінії. Перша йшла від залізничної станції до цементного заводу, де знаходилося депо, через узбережжя. Друга лінія йшла від казино «Marina» через вокзал до центру міста. Пізніше була побудована третя лінія, яка проходила від міської арени до лісу сиана.
Після Першої світової війни необхідність у трамваї відпала, але трамвай продовжив працювати. Також пропонувалося побудувати в місті автобус. 16 червня 1934 року трамвайна лінія була закрита. Трамваї були передані автобусній кампанії «Gattoni».